# Riding Spirits
Riding Spirits (RS: Riding Spirit au Japon) est un jeu vidéo de course de motos développé par Spike et édité par Bam! Entertainment, sorti en 2002 sur PlayStation 2.
Il a pour suite Riding Spirits II.

## Accueil
- Jeux vidéo Magazine : 10/20[1]